# Vallonga
Vallonga è una frazione del comune italiano di San Giovanni di Fassa, in provincia di Trento. La località è situata nella Val di Fassa a 1513 m s.l.m.

## Morfologia
Vallonga si trova sulla Strada statale 241, che da Vigo di Fassa si dirige a Bolzano passando per il Passo di Costalunga (1.752 m). Situato a solo un chilometro dalla sede comunale, il paesino vede scorrere nelle vicinanze il Ruf de Pociole, un piccolo torrentello che dal gruppo montuoso del Catinaccio (Ciadenac in ladino) va ad unirsi al torrente Avisio poco più in là.

## Storia
Vallonga è uno dei centri più antichi e suggestivi della Val di Fassa, nato durante il Medioevo contemporaneamente ai paesi più famosi situati nel fondovalle. Inizialmente era solo un piccolo ostello dei pastori, e solamente più tardi assunse le caratteristiche di un piccolo paese, quando venne costruita la chiesa parrocchiale di San Giovanni Nepomuceno, risalente circa al XVIII secolo.
Vallonga era la meta della tradizionale processione annuale di Nova Levante, che puntualmente si svolgeva ogni 16 maggio. Questa tradizione venne abolita solo nel 1914, pochi anni prima della prima guerra mondiale agli albori del conflitto tra l'Austria e l'Italia.

## Monumenti e luoghi d'interesse
- Chiesa di San Giovanni Nepomuceno
- Centro storico